# Campionato svizzero di hockey su ghiaccio 1923-1924

## Campionato Internazionale

### Partecipanti
Château-d'Œx · 
 Davos · 
 Losanna · 
 Rosey-Gstaad · 
 Servette · 
 St. Moritz · 
 Bellerive Vevey · 
 Villars

### Verdetti
| Campionato Internazionale 1923-1924 |
| ----------------------------------- |
| Château-d'Œx                        |

## Campionato Nazionale

### Partecipanti
Château-d'Œx · 
 Davos · 
 Rosey-Gstaad · 
 St. Moritz

### Verdetti
| Campionato Nazionale 1923-1924 |
| ------------------------------ |
| Rosey-Gstaad                   |